# Associazioni Calcio Riunite Messina 2022-2023
Questa voce raccoglie le informazioni riguardanti l'Associazioni Calcio Riunite Messina nelle competizioni ufficiali della stagione 2022-2023.

## Stagione
In questa stagione il Messina partecipa al girone C del campionato di Serie C, dopo il quattordicesimo posto della stagione precedente. Nel torneo raccoglie 41 punti con la diciassettesima posizione finale, ma non sono sufficienti per mantenere la categoria, per farlo deve affrontare il Gelbison nel 
Play-out, il 6 maggio ad Agropoli finisce (1-0) per i campani, poi il 13 maggio a Messina i giallorossi si impongono (1-0) con una rete di Antonino Ragusa, che vale la salvezza, perché il Gelbison al termine del torneo è giunto diciottesimo con 36 punti, e l'equilibrio premia i siciliani. I peloritani per questa stagione si sono affidati all'allenatore Gaetano Auteri, gran conoscitore della categoria, ma al termine del girone di andata i conti non tornano, il Messina con 11 punti è ultimo in classifica. Nel girone di ritorno viene cambiato il tecnico, arriva Ezio Raciti, e con lui il Messina prende il volo, raccoglie 30 punti, e getta le basi per raggiungere una insperata salvezza, sfruttando il paracadute dei Play-out. Nella Coppa Italia di Serie C i giallorossi pareggiano (2-2) a Crotone, ma escono dal torneo superati dai calabresi (3-1) dopo i rigori.

## Organigramma societario
Organigramma societario tratto dal sito ufficiale della squadra.
Area direttiva
- Presidente: Pietro Sciotto
- Vicepresidente: Matteo Sciotto
- Direttore generale: Raffaele Manfredi
- Segretario generale sportivo: Alessandro Failla
- Delegato sicurezza: Giuseppe Bellantoni
- Supporter Liason Officer: Maurizio Mantineo

Area tecnica
- Direttore Sportivo: Marcello Pitino (fino al 23 dicembre), poi Pasquale Logiudice
- Allenatore: Gaetano Auteri (fino al 23 dicembre), poi Ezio Raciti
- Allenatore in seconda: Daniele Cinelli
- Allenatore dei portieri: Marco Onorati
- Preparatore atletico: Filadelfio Ristuccia
- Team Manager: Fabio Renzo
- Magazzinieri: Giovanni Cirino, Salvatore Mastroeli

Area medica
- Medici responsabili: Dott. Antonino Puglisi, Dott. Nico Fugazzotto
- Fisioterapisti: Francesco Vitale, Giuseppe Frisone
- Massaggiatore: Giuseppe Impalà

Area comunicazione e stampa
- Responsabile comunicazione: Francesco Triolo
- Ufficio stampa: Ernesto Francia
- Fotografo ufficiale: Francesco Saya

## Divise e sponsor
Il fornitore tecnico per la stagione 2022-2023 è Givova.

Per la stagione 2022-2023 i Main Sponsor del Messina sono Coop Gruppo Radenza e Sciotto Automobili.
| Casa | Trasferta |

## Rosa
Rosa aggiornata al 2 febbraio 2023.

| N. |                           | Ruolo | Calciatore         |
| -- | ------------------------- | ----- | ------------------ |
| 1  | Italia (bandiera)         | P     | Riccardo Daga      |
| 3  | Portogallo (bandiera)     | D     | Hélder Baldé       |
| 4  | Italia (bandiera)         | C     | Roberto Marino     |
| 5  | Italia (bandiera)         | D     | Gabriele Berto     |
| 6  | Costa d'Avorio (bandiera) | C     | Lamine Fofana      |
| 7  | Italia (bandiera)         | A     | Paolo Grillo       |
| 8  | Italia (bandiera)         | A     | Carmine Iannone    |
| 9  | Italia (bandiera)         | A     | Diego Zuppel       |
| 10 | Spagna (bandiera)         | A     | Ibourahima Baldé   |
| 11 | Italia (bandiera)         | A     | Davis Curiale      |
| 12 | Italia (bandiera)         | P     | Sebiano Spartà     |
| 14 | Guinea (bandiera)         | C     | Amara Konate       |
| 15 | Italia (bandiera)         | D     | Manuel Ferrini     |
| 16 | Italia (bandiera)         | D     | Vincenzo Camilleri |
| 16 | Italia (bandiera)         | D     | Christian Celesia  |
| 17 | Italia (bandiera)         | D     | Giuseppe Filì      |
| 18 | Italia (bandiera)         | D     | Michele Ferrara    |
| 19 | Italia (bandiera)         | D     | Antony Angileri    |

| N. |                     | Ruolo | Calciatore         |
| -- | ------------------- | ----- | ------------------ |
| 20 | Italia (bandiera)   | A     | Lorenzo Catania    |
| 21 | Italia (bandiera)   | A     | Alessio Piazza     |
| 22 | Polonia (bandiera)  | P     | Michal Lewandowski |
| 23 | Italia (bandiera)   | D     | Daniele Trasciani  |
| 24 | Italia (bandiera)   | D     | Andrea Nicosia     |
| 26 | Italia (bandiera)   | C     | Nicolò Fazzi       |
| 26 | Italia (bandiera)   | D     | Giuseppe Salvo     |
| 27 | Italia (bandiera)   | C     | Leandro Versienti  |
| 28 | Italia (bandiera)   | C     | Marco Fiorani      |
| 30 | Italia (bandiera)   | P     | Ermanno Fumagalli  |
| 31 | Italia (bandiera)   | A     | Leonardo Perez     |
| 39 | Belgio (bandiera)   | A     | Maecky Ngombo      |
| 69 | Germania (bandiera) | C     | Oliver Kragl       |
| 70 | Italia (bandiera)   | A     | Paolo Napoletano   |
| 75 | Italia (bandiera)   | C     | Andrea Mallamo     |
| 80 | Italia (bandiera)   | C     | Giuseppe D'Amore   |
| 90 | Italia (bandiera)   | A     | Antonino Ragusa    |
| 99 | Italia (bandiera)   | C     | Pasqualino Ortisi  |

## Risultati

### Serie C

#### Girone di andata
| Arbitro: | Pascarella (Nocera Inferiore) |

|                          |           |                                                       |
| R. Marino 32’ Konate 64’ | Marcatori | 34’ (rig.) Chiricò 45+4’ Kargbo 47’ Tribuzzi 51’ Awua |

| Arbitro: | Arena (Torre del Greco) |

|                     |           |  |
| Patierno 62’ (rig.) | Marcatori |  |

| Arbitro: | Cavaliere (Paola) |

|             |           |              |
| Iannone 35’ | Marcatori | 87’ Polidori |

| Arbitro: | Emmanuele (Pisa) |

|                             |           |             |
| Dall'Oglio 23’ R. Russo 64’ | Marcatori | 28’ Catania |

| Arbitro: | Gabriele Scatena (Avezzano) |

|                                  |           |  |
| Vandeputte 14’, 62’ Iemmello 76’ | Marcatori |  |

| Arbitro: | Milone (Taurianova) |

|             |           |  |
| Curiale 46’ | Marcatori |  |

| Arbitro: | Angelucci (Foligno) |

|                                           |           |  |
| Achik 31’ D'Andrea 72’ Malcore 90’ (rig.) | Marcatori |  |

| Arbitro: | Di Francesco (Ostia Lido) |

|  |           |             |
|  | Marcatori | 85’ Fornito |

| Arbitro: | Nicolini (Brescia) |

|                                     |           |  |
| Paolini 2’ Bolsius 54’ Arrigoni 79’ | Marcatori |  |

| Arbitro: | Turrini (Firenze) |

|                                            |           |              |
| Catania 41’, 57’ Iannone 44’ Fiorani 90+2’ | Marcatori | 86’ Carletti |

| Arbitro: | E. Longo (Cuneo) |

|                          |           |  |
| De Risio 26’ Fella 90+3’ | Marcatori |  |

| Arbitro: | Zanotti (Rimini) |

|                                      |           |                 |
| Fazzi 20’ Lewandowski 33’ Grillo 42’ | Marcatori | 40’, 45’ Lipani |

| Arbitro: | Bordin (Bassano del Grappa) |

|             |           |  |
| Vergani 32’ | Marcatori |  |

| Arbitro: | Diop (Treviglio) |

|            |           |              |
| Fofana 42’ | Marcatori | 74’ Del Sole |

| Arbitro: | Calzavara (Varese) |

|  |           |              |
|  | Marcatori | 75’ Leonetti |

| Arbitro: | Ancora (Roma) |

|               |           |  |
| Petermann 71’ | Marcatori |  |

| Arbitro: | Cherchi (Carbonia) |

|  |           |               |
|  | Marcatori | 38’ W. Guerra |

| Arbitro: | Restaldo (Ivrea) |

|                                      |           |  |
| Maggioni 11’ Silipo 32’ M. Ricci 37’ | Marcatori |  |

| Arbitro: | Lovison (Padova) |

|               |           |                                   |
| Versienti 86’ | Marcatori | 9’ Tommasini 33’ (rig.) A. Romano |

#### Girone di ritorno
| Arbitro: | Ubaldi (Roma) |

|                 |           |  |
| Petriccione 62’ | Marcatori |  |

| Arbitro: | Marotta (Sapri) |

|                         |           |              |
| I. Baldé 19’ Fofana 81’ | Marcatori | 58’ Patierno |

| Arbitro: | Fiero (Pistoia) |

|                    |           |                                  |
| Marotta 82’ (rig.) | Marcatori | 47’ Catania 53’ Kragl 89’ Marino |

| Arbitro: | Panettella (Gallarate) |

|                   |           |  |
| I. Baldé 26’, 58’ | Marcatori |  |

| Arbitro: | Nicolini (Brescia) |

|              |           |             |
| I. Baldé 64’ | Marcatori | 45+4’ Verna |

| Arbitro: | Di Reda (Molfetta) |

|                              |           |                        |
| Salvemini 22’ Rondinella 38’ | Marcatori | 41’ I. Baldé 56’ Berto |

| Arbitro: | Perri (Roma) |

|  |           |              |
|  | Marcatori | 28’ Ruggiero |

| Arbitro: | De Angeli (Milano) |

|             |           |               |
| De Sena 16’ | Marcatori | 8’, 60’ Kragl |

| Messina 19 febbraio 2023, ore CET 28ª giornata | Messina         | 0 – 0 referto | Fidelis Andria | Stadio San Filippo-Franco Scoglio (2 127 spett.)\| Arbitro: \| Kumara (Verona) \| |
| Arbitro:                                       | Kumara (Verona) |               |                |                                                                                   |

| Arbitro: | Cavaliere (Paola) |

|  |           |                          |
|  | Marcatori | 27’ Marino 69’ Trasciani |

| Arbitro: | Sfira (Pordenone) |

|  |           |              |
|  | Marcatori | 68’ Bizzotto |

| Arbitro: | Vergaro (Bari) |

|            |           |            |
| Piroli 58’ | Marcatori | 68’ Zuppel |

| Arbitro: | Mirabella (Napoli) |

|              |           |  |
| I. Baldé 48’ | Marcatori |  |

| Arbitro: | Bonacina (Bergamo) |

|  |           |              |
|  | Marcatori | 55’ I. Baldé |

| Arbitro: | Nicolini (Brescia) |

|                                        |           |  |
| Frascatore 4’ Acquadro 82’ Longo 90+3’ | Marcatori |  |

| Arbitro: | Di Marco (Ciampino) |

|  |           |              |
|  | Marcatori | 26’ Frigerio |

| Picerno 8 aprile 2023, ore 17:30 CEST 36ª giornata | AZ Picerno         | 0 – 0 referto | Messina | Stadio Donato Curcio (474 spett.)\| Arbitro: \| Petrella (Viterbo) \| |
| Arbitro:                                           | Petrella (Viterbo) |               |         |                                                                       |

| Arbitro: | Fiero (Pistoia) |

|             |           |  |
| Ferrini 51’ | Marcatori |  |

| Taranto 23 aprile 2023, ore 17:30 CEST 38ª giornata | Taranto            | 0 – 0 referto | Messina | Stadio Erasmo Iacovone (4 170 spett.)\| Arbitro: \| De Angeli (Milano) \| |
| Arbitro:                                            | De Angeli (Milano) |               |         |                                                                           |

### Play-out
| Arbitro: | Panettella (Gallarate) |

|                  |           |  |
| Tumminello 90+3’ | Marcatori |  |

| Arbitro: | Bonacina (Bergamo) |

|            |           |  |
| Ragusa 82’ | Marcatori |  |

### Coppa Italia Serie C

#### Turni eliminatori
| Arbitro: | Luongo (Napoli) |

|                           |                      |                               |
| Rojas 54’ Pannitteri 69’  | Marcatori            | 29’ Berto 77’ Konate          |
| G. Gómez Giron Pannitteri | Tiri di rigore 5 – 3 | I. Baldé Fazzi Fiorani Fofana |

## Statistiche

### Statistiche di squadra
Aggiornate al 19 marzo 2023
| Competizione         | Punti       | In casa | In casa | In casa | In casa | In casa | In casa | In trasferta | In trasferta | In trasferta | In trasferta | In trasferta | In trasferta | Totale | Totale | Totale | Totale | Totale | Totale | DR  |
| Competizione         | Punti       | G       | V       | N       | P       | Gf      | Gs      | G            | V            | N            | P            | Gf           | Gs           | G      | V      | N      | P      | Gf     | Gs     | DR  |
| -------------------- | ----------- | ------- | ------- | ------- | ------- | ------- | ------- | ------------ | ------------ | ------------ | ------------ | ------------ | ------------ | ------ | ------ | ------ | ------ | ------ | ------ | --- |
| Serie C              | 41          | 19      | 7       | 4       | 8       | 20      | 19      | 19           | 4            | 4            | 11           | 12           | 28           | 38     | 11     | 8      | 19     | 32     | 47     | -15 |
| Coppa Italia Serie C | primo turno | -       | -       | -       | -       | -       | -       | 1            | 0            | 1            | 0            | 2            | 2            | 1      | 0      | 1      | 0      | 2      | 2      | 0   |
| Totale               | 41          | 19      | 7       | 4       | 8       | 20      | 19      | 20           | 4            | 5            | 11           | 14           | 30           | 39     | 12     | 9      | 19     | 34     | 49     | -15 |

### Andamento in campionato
| Giornata  | 1  | 2  | 3  | 4  | 5  | 6  | 7  | 8  | 9  | 10 | 11 | 12 | 13 | 14 | 15 | 16 | 17 | 18 | 19 | 20 | 21 | 22 | 23 | 24 | 25 | 26 | 27 | 28 | 29 | 30 | 31 | 32 | 33 | 34 | 35 | 36 | 37 | 38 |
| --------- | -- | -- | -- | -- | -- | -- | -- | -- | -- | -- | -- | -- | -- | -- | -- | -- | -- | -- | -- | -- | -- | -- | -- | -- | -- | -- | -- | -- | -- | -- | -- | -- | -- | -- | -- | -- | -- | -- |
| Luogo     | C  | T  | C  | T  | T  | C  | T  | C  | T  | C  | T  | C  | T  | C  | C  | T  | C  | T  | C  | T  | C  | T  | C  | C  | T  | C  | T  | C  | T  | C  | T  | C  | T  | T  | C  | T  | C  | T  |
| Risultato | P  | P  | N  | P  | P  | V  | P  | P  | P  | V  | P  | V  | P  | N  | P  | P  | P  | P  | P  | P  | V  | V  | V  | N  | N  | P  | V  | N  | V  | P  | N  | V  | V  | P  | P  | N  | V  | N  |
| Posizione | 14 | 18 | 19 | 20 | 20 | 17 | 18 | 19 | 20 | 19 | 20 | 19 | 19 | 20 | 20 | 20 | 20 | 20 | 20 | 20 | 20 | 18 | 18 | 18 | 18 | 18 | 18 | 18 | 17 | 17 | 18 | 17 | 15 | 16 | 17 | 17 | 16 | 17 |

Legenda:

Luogo: C = Casa; T = Trasferta. Risultato: V = Vittoria; N = Pareggio; P = Sconfitta.